# The Arbor
The Arbor es un documental británico de 2010 sobre Andrea Dunbar, dirigido por Clio Barnard. La película utiliza actores sincronizando los labios con entrevistas con Dunbar y su familia, y se concentra en la tensa relación entre Dunbar y su hija Lorraine.

## Recepción
En el agregador de reseñas Rotten Tomatoes, la película tiene un índice de aprobación del 96% según 46 reseñas. El consenso crítico del sitio web dice: "Inteligente e inventivo, The Arbor ofrece algunos giros intensamente memorables en tropos documentales cansados".

## Premios
- 2010: Nominado, premio BAFTA por debut destacado de un director británico, Londres[8]
- 2010: Ganador, Trofeo Sutherland, Premios del Festival de Cine de Londres 2010, Londres[9]
- 2010: Ganador, Premio a la Innovación de Sheffield en el Sheffield Doc/Fest 2010, Sheffield[10]
- 2010: Ganador, Premio Británico de Cine Independiente - Premio Douglas Hickox[11]
- 2011: Mejor nuevo documentalista, Festival de Tribeca, Nueva York[12]